# Brigitte Halbfas
Brigitte Halbfas (* 1967) ist eine deutsche Wirtschaftswissenschaftlerin mit Schwerpunkt auf Unternehmensgründungen und hier speziell Fragen der Didaktik (Entrepreneurship Education) und seit 2021 zentrale Gleichstellungsbeauftragte der Bergischen Universität Wuppertal.

## Leben
Brigitte Halbfas studierte Wirtschaftswissenschaften, Spanische Philologie, sowie Wirtschafts- und Berufspädagogik an der Universität zu Köln und war danach wissenschaftliche Mitarbeiterin in den Bereichen Wirtschafts- und Berufspädagogik, Wirtschaftsdidaktik, sowie Gründungspädagogik und -didaktik an der Universität zu Köln sowie an der Bergischen Universität Wuppertal. 2005 promovierte sie zum Thema Entrepreneurship Education an deutschen Hochschulen an der Fakultät für Wirtschaftswissenschaft – Schumpeter School of Business and Economics der Universität Wuppertal, wo sie unter anderem im Institut für Gründungs- und Innovationsforschung tätig war. Zwischen 2015 und 2021 war sie Professorin für Entrepreneurship Education und leitende Direktorin des hochschulweit agierenden "Forschungs- und Lehrzentrum für unternehmerisches Denken und Handeln" an der Universität Kassel. Außerdem hatte sie die akademische Leitung des weiterbildenden Masterstudiengangs Bildungsmanagement inne.
Im Januar 2021 kehrte sie an die Bergische Universität Wuppertal zurück und bekleidet dort seitdem das Amt der zentralen Gleichstellungsbeauftragten.

## Veröffentlichungen (Auswahl)

### Aufsätze
- V. Liszt-Rohlf, B. Halbfas, A. Baldwin: Decisions, decisions, decisions! -teachability of decisionmaking competence. In: Journal of Entrepreneurship Education. Band 26, Nr. 6, 2023, S. 1–21.

- A. D. Bührmann, L. Dobusch, T. Köllen, E. Yildiz, I. Ebbers, B. Halbfas, D. Rastetter, B. Sieben (Hrsg.): Schwerpunktthema: Sagst Du mir, wer ich bin? Praxen der Selbst- und Fremd-Identitätisierung und ihre Folgen. In: Zeitschrift für Diversitätsforschung und -management. Band 8, Nr. 1+2, 2023, S. 4–12.

- B. Halbfas, M. Kurpicz-Briki, K. Heinemann: Diskriminieren digitale Tools der Gründungsberatung und -förderung? Ein interdisziplinärer Forschungszugang. In: Zeitschrift für Diversitätsforschung und -management. Band 6, Nr. 1, 2021, S. 98–104.

- B. Halbfas, A. Adler, B. Arich-Gerz: Sprachliche Diskriminierung in der Gründungsberatung: Analyse von E-Mail-Antworten auf einen Geschäftsmodell-Vorschlag. In: Sprache im Beruf. Band 3, Nr. 1, 2020, S. 18–39.

- A. Adler, B. Halbfas: Disruptive Blickwinkel auf das junge Forschungsfeld der Gründungsberatung. In: Zeitschrift für Diversitätsforschung und -management. Band 5, Nr. 1, 2020, S. 48–60.

- V. Liszt-Rohlf, B. Halbfas: Diverse Gründungspersonen? Bildliche Vorstellungen junger Menschen von Gründungspersonen. In: Zeitschrift für Diversitätsforschung und -management. Band 5, Nr. 1, 2020, S. 88–92.

- B. Halbfas, Liszt-Rohlf. V.: Entwicklungslinien und Perspektiven der Entrepreneurship Education – eine Analyse von Definitionen. In: T. Bijedic, I. Ebbers, B. Halbfas (Hrsg.): Entrepreneurship Education, Begriff – Theorie – Verständnis. Springer Gabler, Wiesbaden 2019.

- A. Adler, B. Halbfas: Unternehmensgründungsberatung unter der Lupe – die herrschenden Praktiken des Doing Gender. In: Organisationsberatung, Supervision, Coaching. Band 26, Nr. 1, 2019, S. 21–34.

- B. Halbfas, V. Liszt: Entscheidungsprozesse im ungewissen Gründungskontext erleben und erforschen. In: H. Arndt (Hrsg.): Intentionen und Kontexte Ökonomischer Bildung. Wochenschau Verlag, Frankfurt am Main 2018, S. 149–161.

- B. Halbfas, V. Liszt, J. Klusmeyer et al.: Entrepreneurship Education als Innovationskraft der Berufsbildung – eine Standortbestimmung. In: P. Schlögl, M. Stock, D. Moser et al. (Hrsg.): Berufsbildung, eine Renaissance? Motor für Innovation, Beschäftigung, Teilhabe, Aufstieg, Wohlstand... Wbv, Bielefeld 2017, S. 104–118.

- B. Halbfas: Leuphana University of Lüneburg: Developing a Comprehensive Approach for Diverse Target Groups. In: C. K. Volkmann, D. B. Audretsch (Hrsg.): Entrepreneurship Education at Universities, Learning from Twenty European Cases. Springer International Publishing, Cham 2017, S. 571–622.

- B. Halbfas: University of Coimbra: Supporting Nascent Entrepreneurs by Extra-curricular Activities. In: C. K. Volkmann, D. B. Audretsch (Hrsg.): Entrepreneurship Education at Universities. Springer International Publishing AG, Learning from Twenty European Cases. Cham 2017, S. 289–326.

- U. Pascher, M. Roski, B. Halbfas: Start-Up Motives and Entrepreneurial Aspirations of Women Chemists in Germany. In: International Journal of Gender and Entrepreneurship. 7 2015, S. 272–290.

- S. Lilischkis, B. Halbfas, C. Volkmann, M. Gruenhagen, Kathrin Bischoff: Supporting the entrepreneurial potential of higher education. Publications Office of the European Union, Luxemburg 2015.

- B. Halbfas, M. Roski: Umfeldfaktoren und Gründerinnen: Ein neues ganzheitliches Strukturmodell. In: I. Ebbers, B. Halbfas, D. Rastetter (Hrsg.): Gender und ökonomischer Wandel. Sammelband des Arbeitskreises Politische Ökonomie. Metropolis, Marburg 2013.

- B. Halbfas, W. Kuhn, M. Thielemann: Start-Up Counseling at Universities (2011):: The EXIST-Program in Troubled Waters. In: H. F. O. von Kortzfleisch (Hrsg.): Scientific Entrepreneurship. Reflections on Success of 10 Years EXIST. Josef Eul, Lohmar, Köln, S. 197–205.

- I. Ebbers, B. Halbfas: Der methodische Dreischritt als didaktisches Konzept in der Entrepreneurship Education. In: bwp-online. Nr. 10/2006, S. 1–11. Online abrufbar unter: http://www.bwpat.de/ausgabe10/ebbers_halbfas_bwpat10.pdf

- I. Ebbers, B. Halbfas, K. Westerfeld: Neue Wege des Bildungsmarketings im Wuppertaler Ansatz. In: BMBF, Bundesministerium für Bildung und Forschung (Hrsg.): EXIST-Konferenz am 12. und 13. November 2001 im Wissenschaftszentrum Bonn. Dokumentation. Selbstverlag, Bonn 2002, S. 40f.

- B. Halbfas: Leistungsdifferenzierung im Rahmen der beruflichen Erstausbildung in Österreich. In: Martin Twardy (Hrsg.): Handwerkliche Berufsausbildung in Europa. Projekt- und Forschungsdokumentationen. Carl, Bad Laasphe i. Westf. 1998, S. 70–101.

- B. Halbfas: Zwischenergebnisse des Modellversuchs. In: EUWAS, Integration einer europäischen Dimension in die kaufmännische Berufsbildung. Der BLK-Modellversuch "Euro-Wirtschaftsassistentin; Euro-Wirtschaftsassistent", 1. Zwischenbericht 1996/97, Detmold 1997, S. 95–109.

- B. Halbfas, T. Lehmann, H. Walter: Seminarvorlage zum Thema: Wichtigste Regelungen des Jugendarbeitsschutzgesetzes (JArbSchG). In: M. Twardy (Hrsg.): Seminarunterlagen für die Qualifizierung von Lehrlingswarten im Handwerk: Eine Handreichung für die Praxis. Carl, Bad Laasphe i. Westf. 1996, S. 153–203.

- B. Halbfas: Ausbildungsberatung. In: M. Twardy (Hrsg.): Abschlussbericht Transferprojekt "Innovationstransfer Berufsbildung zur Entwicklung einer Bildungsorganisation im Handwerk in den neuen Bundesländern" mit den Schwerpunkten Meisterausbildung – Betriebliche Ausbildung – Ausbildungsberatung. Carl, Bad Laasphe i. Westf. 1995, S. 137–212.

### Monographien
- B. Halbfas: Entrepreneurship Education an Hochschulen. Eine wirtschaftspädagogische und -didaktische Analyse. Eusl, Detmold 2006.

### Herausgeberschaften
- B. Halbfas, I. Ebbers, T. Bijedic (Hrsg.) (upcoming): Entrepreneurship Education, Curriculare Zugänge – Kompetenzorientierung – Inhaltsbetrachtung und -anwendung. Springer Gabler, Wiesbaden.

- A. D. Bührmann, L. Dobusch, T. Köllen, E. Yildiz, I. Ebbers, B. Halbfas, D. Rastetter, B. Sieben (Hrsg.): Zeitschrift für Diversitätsforschung und -management. Band 8, Nr. 1+2, Schwerpunktthema: Sagst Du mir, wer ich bin? Praxen der Selbst- und Fremd-Identitätisierung und ihre Folgen. 2023.

- B. Halbfas, A. Hartmann (Hrsg.): Entrepreneurship. Ausgewählte Fragestellungen und Perspektiven. Diplomica, Hamburg 2021.

- I. Ebbers, B. Halbfas (Hrsg.): Zeitschrift für Diversitätsforschung und -management. Band 5, Nr. 2, 2020, Schwerpunktthema: Von Diversity zu Inclusion?

- I. Ebbers, B. Halbfas (Hrsg.): Zeitschrift für Diversitätsforschung und -management. Band 5, Nr. 1 2020, Schwerpunktthema: Diversitätsforschung: Von der Rekonstruktion zur Disruption?

- B. Halbfas, A. Hartmann (Hrsg.): Diversität in Organisationen. Diplomica, Hamburg 2020.

- T. Bijedic, I. Ebbers, B. Halbfas (Hrsg.): Entrepreneurship Education, Begriff – Theorie – Verständnis. Springer Gabler, Wiesbaden 2019.

- A. D. Bührmann, L. Dobusch, T. Köllen, E. Yildiz, I. Ebbers, B. Halbfas, D. Rastetter, B. Sieben (Hrsg.): Zeitschrift für Diversitätsforschung und -management. Barbara Budrich, seit 2016, laufend.

- I. Ebbers, B. Halbfas, D. Rastetter (Hrsg.): Gender und ökonomischer Wandel, Sammelband des Arbeitskreises Politische Ökonomie. Metropolis, Marburg 2013.

- I. Ebbers, B. Halbfas (Hrsg.): Zeitschrift für Diversitätsforschung und -management. Band 1, Nr. 1, 2016, Schwerpunktthema: Diversity Lernen, Pädagogische und didaktische Implikationen.

- R. Bendl, I. Ebbers, B. Halbfas, I. Koall (Hrsg.): DIVERSITAS, Zeitschrift für Managing Gender und Diversity Studies. Heft 5+6, 2012.

### Lehrmaterialien, Fallstudien und Handreichungen
- R. Nägler, I. Ebbers, B. Halbfas, F. Frenz, S.-H. Berg, S. Wrede: iDEEE.schule (innovation, Democracy, Entrepreneurship, Empowerment, Education), Material für die Sekundarstufe I & II, Material für Lehrkräfte, Material für Schulleitung, Material für Unternehmen. Hermann Ehlers Akademie, 2023. hermann-ehlers.de

- S. Lilischkis, B. Halbfas, V. Liszt: Entrepreneurship in Entwicklungsländern. Fallstudien und Handlungsempfehlungen zum Programm „Praxispartnerschaften“. DAAD, Bonn 2017.

- U. Pascher, M. Roski, B. Halbfas, K. Jansen, G. Thiesbrummel, C. Volkmann: Berufliche Selbständigkeit und Unternehmensgründungen von Chemikerinnen/Frauen in der Chemie. Eine Handreichung zu Gründungsgeschehen, Hintergründen und individuellen Gründungswegen. Hrsg. v. Verbundprojekt "Gründerinnen in der Chemie" (ExiChem), Duisburg/Wuppertal 2012.

## Belege
1. 1 2  Neue Gleichstellungsbeauftragte nehmen Arbeit auf. In: Pressestelle der Universität Wuppertal. Bergische Universität Wuppertal, 8. Februar 2021, abgerufen am 16. Mai 2022.
2. ↑  Brigitte Halbfas: Kurzlebenslauf. (PDF) In: Zentrale Gleichstellungsbeauftragte der BUW. Bergische Universität Wuppertal, 8. März 2021, abgerufen am 16. Mai 2022.

| Personendaten    | Personendaten                                                                      |
| ---------------- | ---------------------------------------------------------------------------------- |
| NAME             | Halbfas, Brigitte                                                                  |
| KURZBESCHREIBUNG | deutsche Ökonomin, Gleichstellungsbeauftragte der Bergischen Universität Wuppertal |
| GEBURTSDATUM     | 1967                                                                               |